# M9 (САУ)
M9 Gun Motor Carriage (другое название T40 Gun Motor Carriage) — опытный истребитель танков США времён Второй мировой войны на основе среднего танка M3.. САУ являлась доработанной версией модели T24.

## Описание
К концу 1941 года был разработан проект новой противотанковой САУ, вооруженной 76,2-миллиметровой зенитной пушкой М1918, показавшей себя как мощное средство борьбы с вражескими танками. Недостатки САУ T24 впоследствии были учтены при проектировании M9. Высота бронерубки была уменьшена. Бронирования истребителя танков могло выдерживать попадания японских и немецких танков.
Впоследствии в конструкцию был внесён ряд доработок: для упрощения стрельбы и процесса заряжания орудия были перемещены боеукладка и ручка 
механического наведения орудия.
Главным недостатком САУ оставалась невысокая мобильность и большие размеры.
Прототип M9 был изготовлен к марту 1942 года. Испытания проходили на Абердинском полигоне. Было принято решение о серийном строительстве истребителей танков, было заказано 50 САУ. В скором времени выяснилось, что на складе имеется недостаточное количество зенитных орудий, составляющих главное вооружение истребителя танков, поэтому производство ограничилось 28 образцами.